# Suck It and See
 (septembre 2011).
Si vous disposez d'ouvrages ou d'articles de référence ou si vous connaissez des sites web de qualité traitant du thème abordé ici, merci de compléter l'article en donnant les références utiles à sa vérifiabilité et en les liant à la section « Notes et références ».
Albums de Arctic Monkeys
Humbug
(2009) AM
(2013)
Singles
1. Don't Sit Down 'Cause I've Moved Your Chair
Sortie : 12 mai 2011
2. The Hellcat Spangled Shalalala
Sortie : 15 août 2011
3. Suck It and See
Sortie : 31 octobre 2011
4. Black Treacle
Sortie : 23 janvier 2012

Suck It and See  est le quatrième album studio du groupe britannique de rock indépendant Arctic Monkeys sorti le 6 juin 2011 sur le label Domino Records. Il a été enregistré dans les studios Sound City, de Los Angeles. Cette fois-ci encore il a été produit à l'aide de James Ford (qui les suit depuis leur premier album) et Josh Homme (leader de Queens of the Stone Age) qui apporte sa collaboration depuis leur album Humbug.

## Parution et réception

### Sortie et succès commercial
L'album a été mis en écoute libre par les membres du groupe le 30 mai 2011. 
Le premier single Don't sit down caus'I moved your chair est sorti le 30 mai avec deux inédits I.D.S.T. et The Blond O'sonnic O Shimmer Trap. Le 14 août est sorti le second single, The Hellcat Spangled Shalalala.

## Caractéristiques artistiques

### Thèmes et composition
L'album a été composé entièrement à la guitare sèche et les textes, poétiques, sont recherchés[réf. nécessaire], aussi, en témoignent des ballades comme Piledriver Waltz (qui est une reprise de l'Ep Submarine, composé par Alex Turner). Très influencé par la tradition des grands groupes de rock, ce disque se divise en deux [réf. nécessaire] (telles les faces A et B d’antan) : une phase plus rock dans les premières chansons, Library Picture, Brick by Brick,... avec un son très « américain », la deuxième partie étant composée essentiellement de ballades comme Piledriver Waltz, Reckless serenade,...  avec des riffs de guitare au son quelque peu « vintage ».

### Pochette
Le titre de l'album, Suck It and See, est une citation anglaise qui peut se traduire de la manière suivante : « tente le coup et voit ensuite », un titre donc aussi énigmatique que les albums précédents. Celui-ci serait en effet une référence au film de Stanley Kubrick, Orange mécanique, dans lequel on peut apercevoir un graffitis "Suck It and See".

## Fiche technique

### Liste des titres
Toutes les chansons sont écrites et composées par Alex Turner.
| No  | Titre                                       | Durée |
| --- | ------------------------------------------- | ----- |
| 1.  | She's Thunderstorms                         | 3:55  |
| 2.  | Black Treacle                               | 3:35  |
| 3.  | Brick by Brick                              | 2:59  |
| 4.  | The Hellcat Spangled Shalalala              | 3:00  |
| 5.  | Don’t Sit Down ‘Cause I’ve Moved Your Chair | 3:03  |
| 6.  | Library Pictures                            | 2:22  |
| 7.  | All My Own Stunts                           | 3:52  |
| 8.  | Reckless Serenade                           | 2:42  |
| 9.  | Piledriver Waltz                            | 3:23  |
| 10. | Love Is a Laserquest                        | 3:11  |
| 11. | Suck It and See                             | 3:46  |
| 12. | That’s Where You’re Wrong                   | 4:16  |

| Arctic Monkeys - Alex Turner : chant, guitare, tambourin, batterie sur All My Own Stunts - Jamie Cook : guitare, chœur - Nick O'Malley : basse, chœur - Matt Helders : batterie, chœur Musicien additionnel - Josh Homme : chœur sur All My Own Stunts | - James Ford : production |